# Savai'i
Savaiʻi là hòn đảo lớn nhất và cao nhất của Samoa cũng như là của chuỗi đảo Samoa. Hòn đảo này là hòn đảo lớn thứ sáu của Polynesia, sau ba đảo chính của New Zealand và Quần đảo Hawaii gồm Hawaii và Maui. Mặc dù hòn đảo này lớn hơn đảo Upolu nhưng dân số thì ít hơn đáng kể.
Người dân Samoa đôi khi gọi đảo Savai'i là Salafai: Đây là tên gọi xuất phát từ tiếng Samoa cổ của đảo, được sử dụng trong diễn thuyết trang trọng và văn xuôi. Đảo này là nơi sinh sống của 43.958 người (Điều tra dân số năm 2016) và chiếm 24% dân số Samoa.
Thị trấn và bến tàu duy nhất của hòn đảo này nằm ở Salelologa. Đây là điểm vào chính của hòn đảo và nằm ở phía đông của hòn đảo. Một con đường được được rải nhựa
được coi là xa lộ chính và duy nhất của đảo, kết nối hầu hết với các làng. Các tuyến xe buýt địa phương cũng hoạt động, đến hầu hết các khu dân cư.
Savai'i gồm sáu itūmālō (quận hành chính). Mỗi quận bao gồm các làng có mối quan hệ truyền thống chặt chẽ với nhau về quan hệ họ hàng, lịch sử và đất đai và sử dụng các matai (tước hiệu dành cho trưởng làng) tương tự nhau. Các hoạt động du lịch sinh thái tương đối hạn chế của Savai'i chủ yếu được tổ chức ở các làng. Mau, phong trào bất bạo động của Samoa đã giành độc lập chính trị trong thời kì thực dân vào đầu những năm 1900, đã bắt đầu tại Savai'i, với  phong trào Mau a Pule.
Hòn đảo này là ngọn núi lửa hình khiên lớn nhất ở Nam Thái Bình Dương. Các vụ phun trào gần đây nhất là vào những năm 1900. Khu vực Trung tâm của nó bao gồm Rừng mưa nhiệt đới Trung tâm Savai'i, trải rộng trên 72.699 ha (726,99 km 2; 280,69 dặm vuông), là rừng mưa nhiệt đới giáp nhau lớn nhất ở Polynesia. Nơi đây có hơn 100 miệng núi lửa và chứa hầu hết các loài thực vật và động vật bản địa của Samoa, khiến nơi đây trở thành một trong những khu bảo tồn mang tính toàn cầu lớn nhất thế giới.